# Kerk van de Verlosser op het Bloed

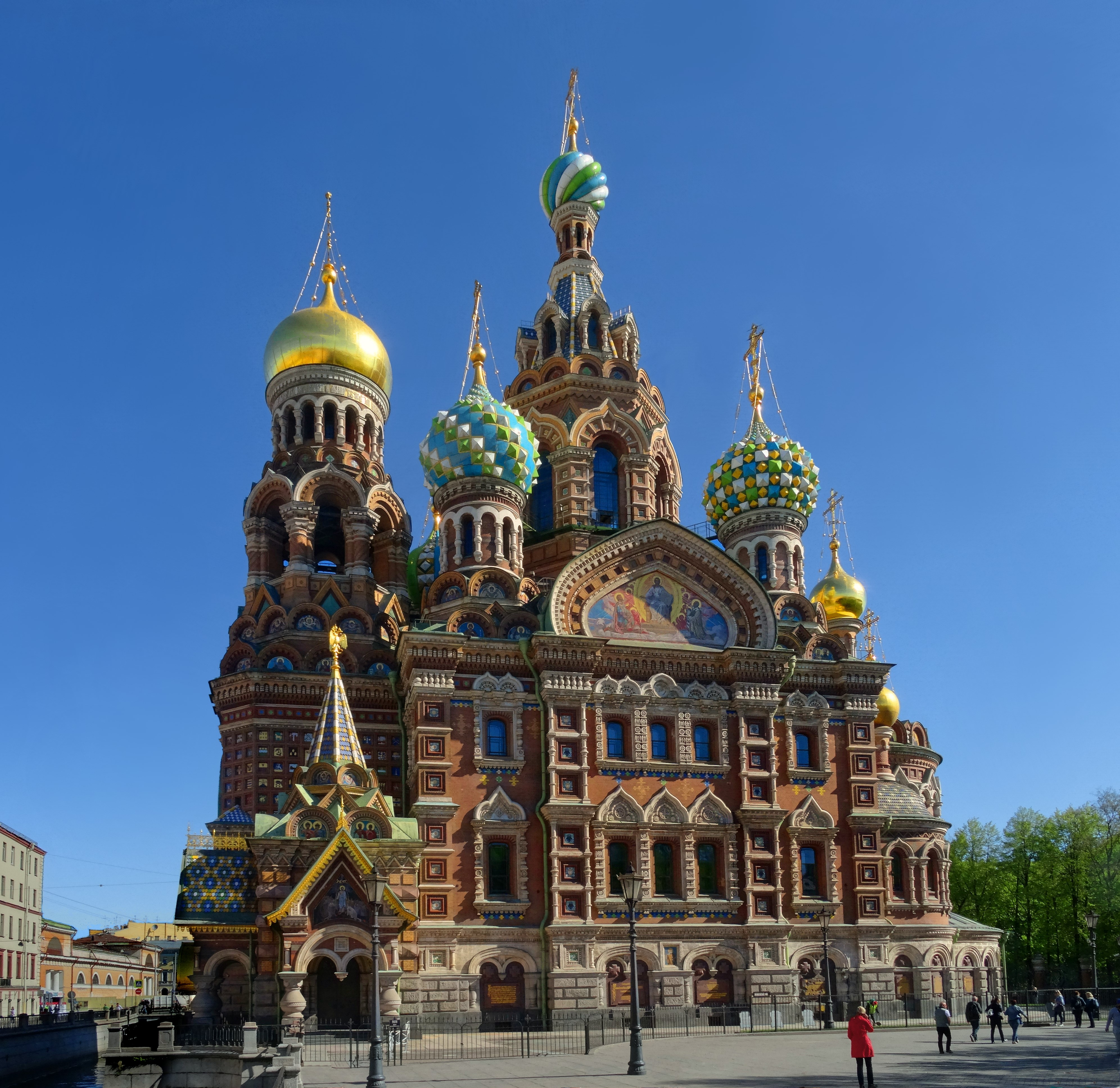
De kerk met het Gribojedovkanaal

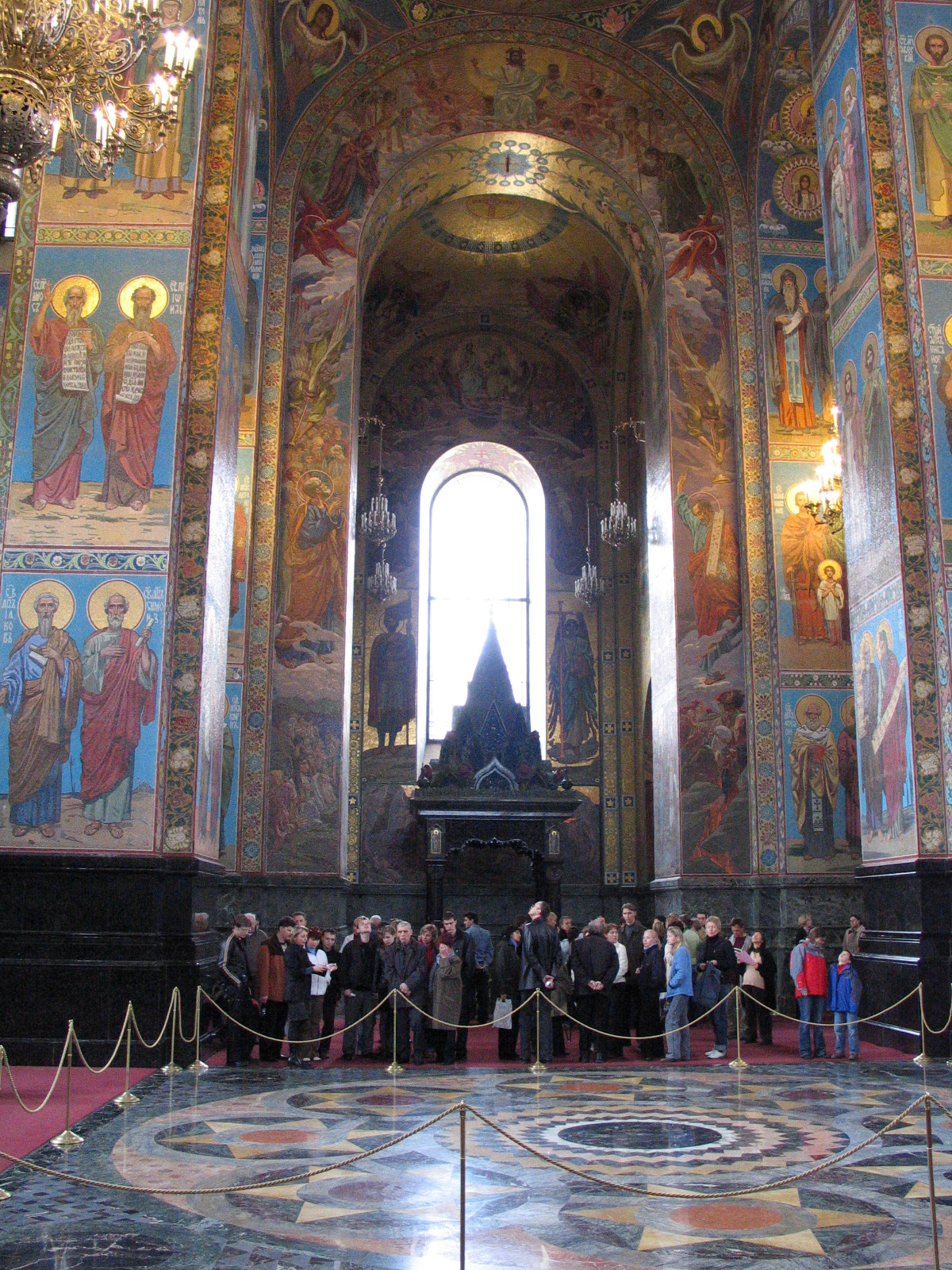
Interieur

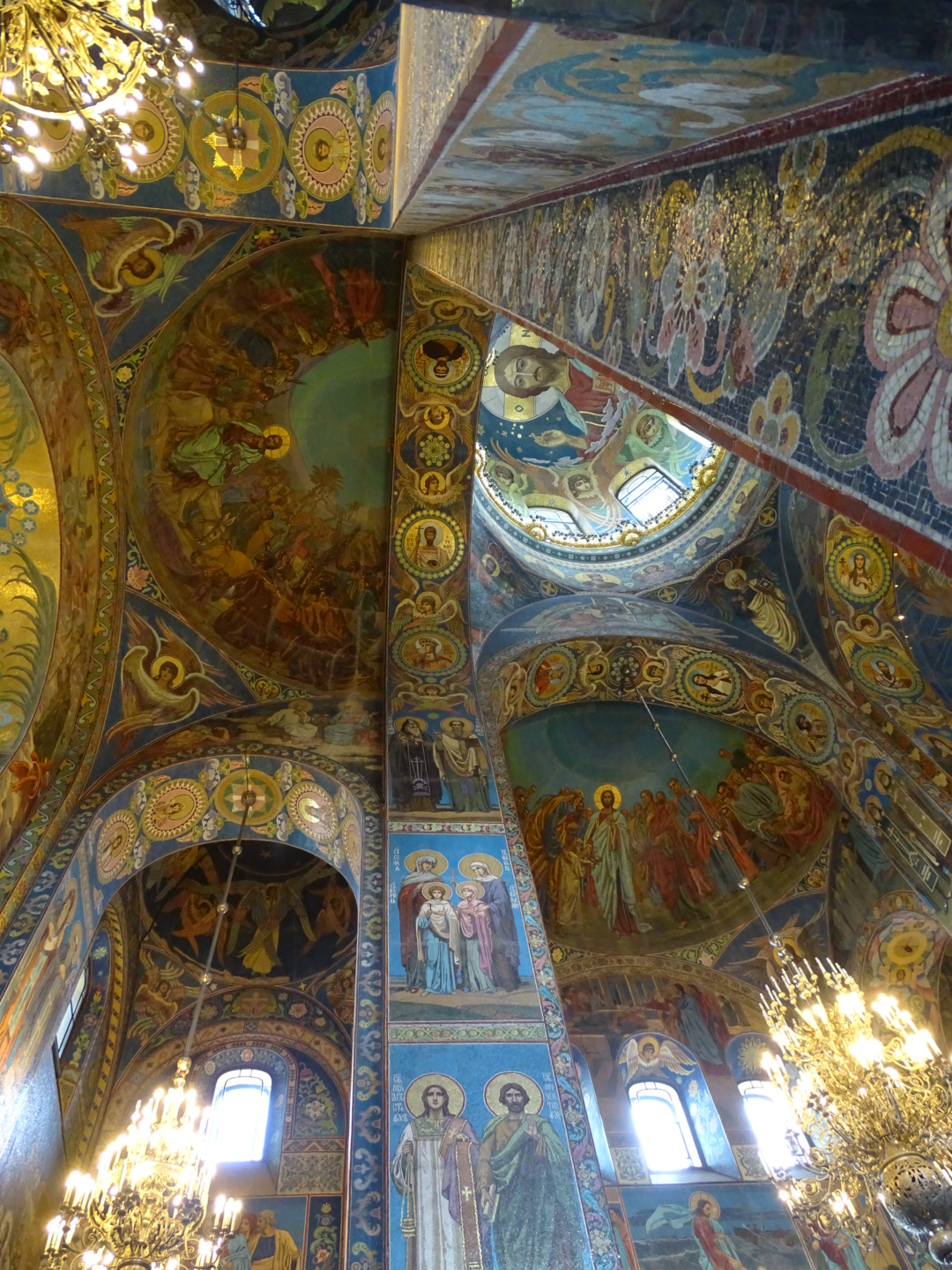
Plafond mozaïek

De Kerk van de Verlosser op het Bloed (Russisch: Храм Спаса на Крови, Chram Spasa na Krovi) is een Russisch-Orthodoxe Kerk in Sint-Petersburg, gelegen aan het Gribojedovkanaal. De officiële naam is Kerk van de Wederopstanding van Jezus Christus. De kerk staat ook bekend als de Heiland op het (verspilde) bloed en er zijn nog andere (combinaties van) namen en vertalingen daarvan in omloop.
De kerk is gebouwd op de plaats waar op 13 maart 1881 (1 maart volgens de juliaanse kalender) tsaar Alexander II werd vermoord. Tussen 1883 en 1907 is deze kerk verrezen. In de kerk bevindt zich een schrijn ter ere van de vermoorde tsaar precies op de plek van de moord.
Na de Russische Revolutie werd de kerk geplunderd. Gedurende de Tweede Wereldoorlog diende de kerk als opslagplaats van levensmiddelen en bij het beleg van Leningrad raakte de kerk zwaar beschadigd. Na de Tweede Wereldoorlog was de kerk een opslagplaats voor de Opera. In 1970 is men begonnen de kerk te repareren en in 1997 is de kerk weer geopend, ditmaal echter als museum en niet als kerk.
De architect van deze kerk is de Rus Alfred Alexandrovich Parland. Met de zeer drukke decoratie en de ui-vormige koepels vormt deze kerk een zeer groot contrast met de barokke en neoclassicistische gebouwen in haar omgeving. Het plafond en de wanden zijn volledig bedekt met in totaal ongeveer 7500 vierkante meter fijn mozaïekwerk, dat ontworpen is door bekende kunstenaars als Viktor Vasnetsov en Michail Nesterov. De kerk lijkt op de bekende zestiende-eeuwse Basiliuskathedraal op het Rode Plein in Moskou.